# Шеффер, Ари
Ари́ Шеффе́р (фр. Ary Scheffer; 10 февраля 1795, Дордрехт — 15 июня 1858, Аржантёй, близ Парижа) — французский живописец, представитель романтизма. Брат Анри Шеффера.

## Биография
Ари Шеффер происходил из семьи художников: отец его, Иоганн Баптист Шеффер (фр.), переселившийся из Мангейма в Голландию, был живописцем, учеником Августа Тишбейна; мать, Корнелия Шеффер, урождённая Ламме, также с успехом занималась живописью. Благодаря урокам рисования, в особенности отцовским, рано проявившиеся художественные способности юного Ари получили достаточное развитие; в пятнадцати лет он написал портрет, который был принят на амстердамскую художественную выставку.
Лишившись отца, Шеффер переселился в 1811 году, вместе с матерью, в Париж, поступил в ученики к Пьеру Герену и под его руководством развился столь быстро, что уже в следующие за тем годы мог участвовать в луврских салонах. В первую пору своей деятельности молодой художник работал в академическом стиле Герена и большинства других французских живописцев того времени, ещё не расставшихся с принципами Л. Давида, но тем не менее, изображая священные, исторические сюжеты, видимо, стремился к патетизму, мечтательности и сентиментальности.
В ту пору (1816—1827 годы) написаны им картины: «Смерть Людовика Святого» (1817), «Сократ защищает Алкивиада в битве при Потидее» (1818), «Патриотическая самоотверженность шести граждан Кале» (1819), «Св. Людовик, зараженный чумой, посещает больных ей воинов» (1822; находится в парижской церкви св. Франциска), «Вдова солдата», «Семейство матроса», «Сгоревшая ферма», «Выздоравливающая мать», «Сироты на кладбище», «Маленький жнец», «Старый сержант и сестра милосердия», «Возвращение молодого инвалида домой» и многие др. Все эти картины, более или менее умеренной величины, были не раз гравированы и литографированы и доставили художнику огромную популярность.
Кроме них, из-под его кисти вышли в это время большие, энергично задуманные, проникнутые драматизмом картины: «Гастон де Фуа, найденный мертвым среди павших в битве при Равенне» (в Версальском историческом музее), «Св. Фома Аквинский во время бури на море проповедует о вере в милосердие Божье» (в парижской церкви этого святого), «Последние защитники Миссолунги поджигают мину, от которой они взлетят на воздух», «Сулиотки, готовые броситься вниз со скалы, чтобы не попасть в рабство», «Молодые гречанки, умоляющие Мадонну спасти их от турок».
В 1829 году Шеффер совершил поездку в Нидерланды, где изучал старинных живописцев этой страны, особенно Рембрандта, влияние которого отражалось во всём последующем его творчестве. Со времени этой поездки начинается второй период его творчества. И перед тем склонный к романтизму, водворившемуся во французской живописи, он теперь решительно примыкает к его представителям, берёт частью из Евангелия, частью из произведений поэтов (Гёте, Шиллера, Байрона, Бюргера, Данте) такие сюжеты, которые представляют для живописца возможность создавать образы и сцены, трогающие душу зрителя глубиной вложенных в них мысли и чувства, причём в отношении техники то подражает Рембрандту, то держится манеры старых итальянцев и родственных им новейших немецких живописцев.

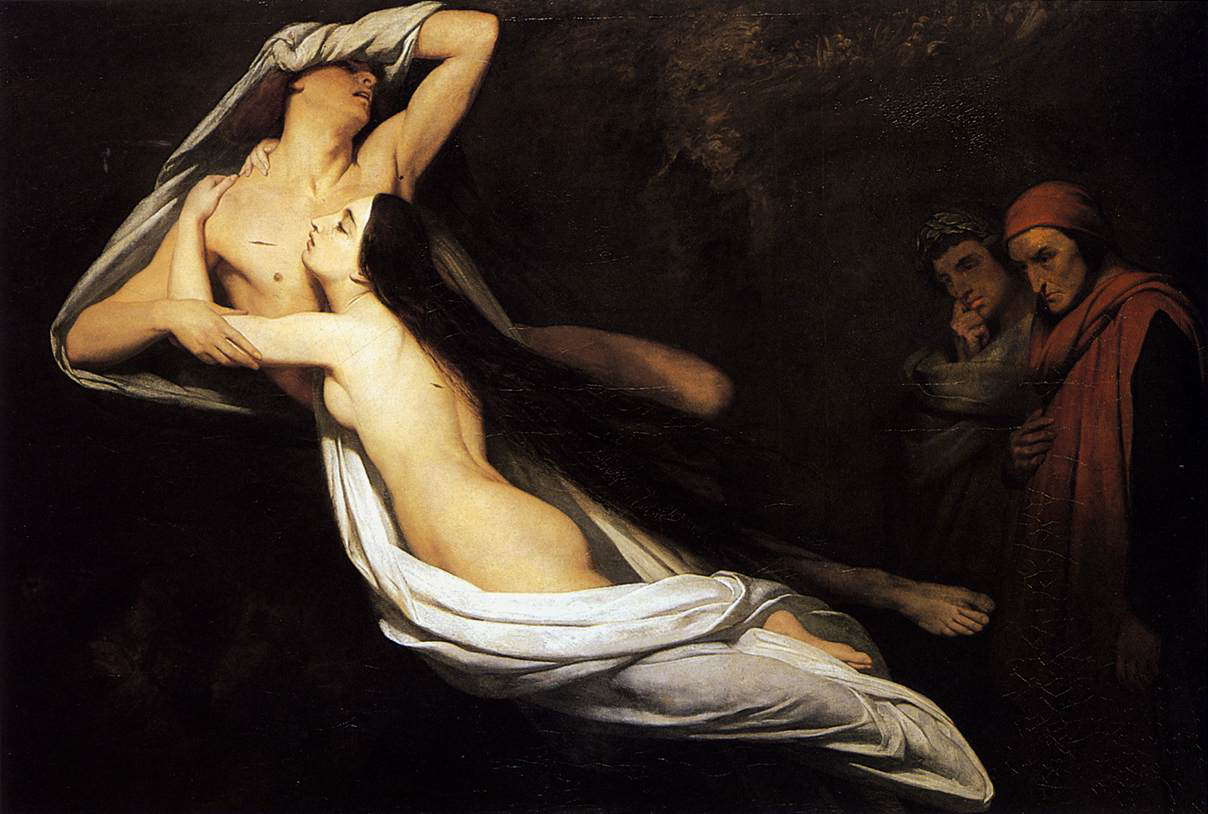
Встреча Данте и Вергилия с тенями Франчески и Паоло в аду. 1835

К числу картин Шеффера, исполненных в этом роде, принадлежат: «Христос-Утешитель»; «Христос Раздаватель наград»; «Христос среди детей»; «Ленора», из баллады Бюргера (у г-на Ротшильда в Париже); «Гяур», по Байрону; сцены из Фауста Гёте: «Фауст в своем рабочем кабинете», «Первая встреча Фауста с Гретхен», «Гретхен за самопрялкой», «Гретхен, любующаяся подарками Фауста», «Гретхен в церкви», «Видение Фауста» и др., завершает цикл «Фауст с чашей яда»; «Медора», из «Корсара» Байрона; «Граф Эбергард Плаксивый», по Шиллеру; «Миньона, тоскующая о родине» и «Миньона, несущаяся помыслом к небу» по Гёте; «Встреча Данте и Вергилия с тенями Франчески и Паоло в аду», из «Божественной комедии», «Данте и Беатриче» оттуда же, «Блаженный Августин и его мать, Моника», также оттуда, и т. д.

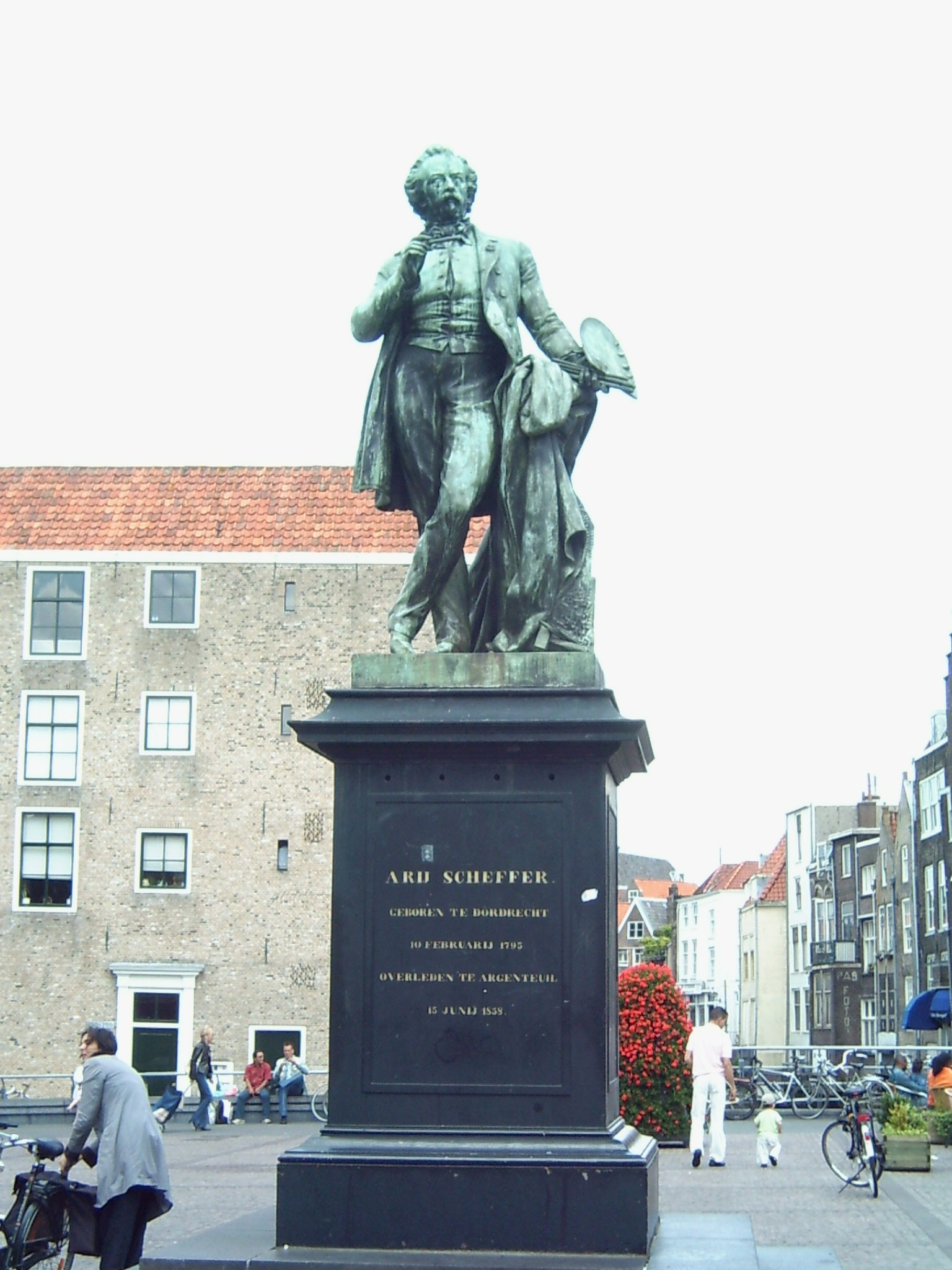
Памятник Ари Шефферу в Дордрехте

В третьем, последнем периоде деятельности Шеффера (с 1846 года) его занимали преимущественно религиозные сюжеты, но, воспроизводя их, он заботился не столько о соблюдении согласия своих композиций с историей или преданием, сколько о том, чтобы эти композиции порождали в зрителе те или другие нравственные идеи. Это направление Шеффера выразилось в картинах: «Иаков и Рахиль», «Руфь и Ноемия», «Ангел ведет пастырей к яслям Младенца-Спасителя», «Три волхва», «Христос в пустыне, искушаемый дьяволом», «Христос в Гефсиманском саду», «Плач Христа об Иерусалиме», «Mater dolorosa», «Мироносицы, идущие от гроба Господня», «Возвращение блудного сына в родительский дом» и некоторые др.
К позднейшим произведениям Шеффера принадлежат также три аллегорические картины: «Добродетель и порок, или Любовь небесная и земная», «Междоусобие» (иначе «Второе декабря») и «Стоны земли, превращающиеся в надежды и счастье». Для Версальского исторического музея Шеффер, кроме вышеозначенной «Находки трупа Гастона де Фуа», написал в разное время «Тольбиакскую битву, выигранную Кловисом в 496 г.», «Объявление Карлом Великим его первых капитулярий в собрании франков», «Изъявление Витикиндом и саксами покорности Карлу Великому», «Въезд Филиппа-Августа в Париж», «Людовик Святой, передающий управление государством королеве», «Въезд Людовика XII в Геную», «Встреча Людовиком-Филиппом 1-го гусарского полка у заставы Трона, 4-го августа 1830 г.». В том же музее находится несколько портретов работы Шеффера, который был вообще превосходным портретистом.

## Источник
- Сомов А. И. Шеффер, Ари // Энциклопедический словарь Брокгауза и Ефрона : в 86 т. (82 т. и 4 доп.). — СПб., 1903. — Т. XXXIXa. — С. 542–543.